# Crows
Crows (クローズ?, Kurōzu) è un manga scritto e disegnato da Hiroshi Takahashi. Ambientato nello stesso universo di Worst, dall'opera sono stati ricavati due OAV e tre live action: Crows Zero, Crows Zero II e Crows Explode. In Italia la serie è stata pubblicata da Panini Comics sotto l'etichetta Planet Manga dal 10 maggio 2014 al 14 febbraio 2015, interrompendosi però al nono volume.

## Trama
La storia inizia con Harumichi Bouya, studente che si trasferisce alla Suzuran, ovvero la scuola famosa in tutta la città per la sua cattiva fama e per i suoi tremendi studenti soprannominati "Crows" ("Corvi"), tutti mezzi delinquenti o amanti delle risse. Harumichi non appena arrivato entrerà subito in conflitto con due dei boss più importanti dell'istituto, Hiromi Kirishima e Hideto Bandō con le rispettive bande. Da qui in poi la trama segue le gesta degli studenti della Suzuran e delle bande delle scuole circostanti.

## Media

### Manga
Il manga scritto e disegnato da Hiroshi Takahashi, è stato serializzato dal 1990 al 1998 sulla rivista Monthly Shōnen Champion edita da Akita Shoten. In seguito i vari capitoli sono stati raccolti in ventisei volumi tankōbon pubblicati tra il 19 gennaio 1991 ed il 20 marzo 1998.
In Italia la serie è stata pubblicata da Panini Comics sotto l'etichetta Planet Manga dal 10 maggio 2014 al 14 febbraio 2015, interrompendosi ai nono volume.

#### Volumi
| Nº | Data di prima pubblicazione | Data di prima pubblicazione | Data di prima pubblicazione | Data di prima pubblicazione |
| Nº | Giapponese                  | Giapponese                  | Italiano                    | Italiano                    |
| -- | --------------------------- | --------------------------- | --------------------------- | --------------------------- |
| 1  | 19 gennaio 1991             | ISBN 978-4-253-05404-1      | 10 maggio 2014              | ISBN 978-88-912-5307-1      |
| 2  | 23 maggio 1991              | ISBN 978-4-253-05405-8      | 21 giugno 2014              | ISBN 978-88-912-5319-4      |
| 3  | 5 settembre 1991            | ISBN 978-4-253-05406-5      | 19 luglio 2014              | ISBN 978-88-912-5410-8      |
| 4  | 9 dicembre 1991             | ISBN 978-4-253-05407-2      | 23 agosto 2014              | ISBN 978-88-912-5597-6      |
| 5  | 12 marzo 1992               | ISBN 978-4-253-05408-9      | 20 settembre 2014           | ISBN 978-88-912-5614-0      |
| 6  | 6 luglio 1992               | ISBN 978-4-253-05409-6      | 18 ottobre 2014             | ISBN 978-88-912-5654-6      |
| 7  | 9 novembre 1992             | ISBN 978-4-25-305410-2      | 15 novembre 2014            | ISBN 978-88-912-5696-6      |
| 8  | 12 marzo 1993               | ISBN 978-4-253-05411-9      | 13 dicembre 2014            | ISBN 978-88-912-5721-5      |
| 9  | 11 giugno 1993              | ISBN 978-4-253-05412-6      | 14 febbraio 2015            | ISBN 978-88-912-5769-7      |
| 10 | 30 agosto 1993              | ISBN 978-4-253-05413-3      | —                           | —                           |
| 11 | 1º novembre 1993            | ISBN 978-4-253-05414-0      | —                           | —                           |
| 12 | 25 febbraio 1994            | ISBN 978-4-253-05415-7      | —                           | —                           |
| 13 | 27 maggio 1994              | ISBN 978-4-253-05416-4      | —                           | —                           |
| 14 | 8 agosto 1994               | ISBN 978-4-253-05417-1      | —                           | —                           |
| 15 | 11 novembre 1994            | ISBN 978-4-253-05418-8      | —                           | —                           |
| 16 | 10 febbraio 1995            | ISBN 978-4-253-05537-6      | —                           | —                           |
| 17 | 9 giugno 1995               | ISBN 978-4-253-05538-3      | —                           | —                           |
| 18 | 25 agosto 1995              | ISBN 978-4-253-05539-0      | —                           | —                           |
| 19 | 22 dicembre 1995            | ISBN 978-4-253-05540-6      | —                           | —                           |
| 20 | 11 aprile 1996              | ISBN 978-4-253-05541-3      | —                           | —                           |
| 21 | 20 settembre 1996           | ISBN 978-4-253-05542-0      | —                           | —                           |
| 22 | 25 dicembre 1996            | ISBN 978-4-253-05543-7      | —                           | —                           |
| 23 | 23 maggio 1997              | ISBN 978-4-253-05544-4      | —                           | —                           |
| 24 | 19 settembre 1997           | ISBN 978-4-253-05545-1      | —                           | —                           |
| 25 | 19 dicembre 1997            | ISBN 978-4-253-05546-8      | —                           | —                           |
| 26 | 20 marzo 1998               | ISBN 978-4-253-05547-5      | —                           | —                           |

### Anime
Un adattamento OAV è stato prodotto dallo studio Knack Productions e diretto da Masamune Ochiai per un totale di due episodi, pubblicati tra il 28 gennaio ed il 24 giugno 1994. La colonna sonora è stata curata da Keiichi Gotō. La versione animata copre i primi tre volumi del manga. Le sigle di chiusura sono Totsuzen, natsu no arashi no youni (ep. 1) e Outsider (ep. 2) cantate entrambe dai THE STREET BEATS. Inoltre nel corso degli episodi è presente la canzone inserita Bad sempre della stessa band. In Italia la miniserie è inedita.

#### Episodi
| Nº | Titolo italiano (traduzione letterale) Giapponese 「Kanji」 - Rōmaji                                            | Prima edizione  | Prima edizione |
| Nº | Titolo italiano (traduzione letterale) Giapponese 「Kanji」 - Rōmaji                                            | Giapponese      |                |
| 1  | Crows 「クローズ」 - Kurouzu                                                                                    | 28 gennaio 1994 |                |
| 2  | Leggenda dei combattimenti delle scuole superiori Crows 2 「高校武闘伝 クローズ 2」 - Koukou butouden Kurouzu 2 | 24 giugno 1994  |                |

### Videogiochi
Il 18 dicembre 1997 è uscito in Giappone un videogioco di genere picchiaduro a scorrimento intitolato Crows: The Battle Action, sviluppato e pubblicato da Athena esclusivamente per Sega Saturn.
Il 27 ottobre 2016 Bandai Namco Games ha distribuito un'ulteriore titolo, chiamato Crows: Burning Edge, questa volta di genere avventura dinamica e per la piattaforma PlayStation 4; come per il precedente è uscito esclusivamente in madre patria. Quest'ultimo ha venduto 9 574 copie nella prima settimana d'uscita. Originariamente era prevista anche una versione per PlayStation Vita, ma alla fine è stata cancellata.

### Live action
Dal manga sono stati prodotti tre film live action intitolati rispettivamente: Crows Zero (2007), Crows Zero II (2009) entrambi diretti da Takashi Miike e Crows Explode (2014) diretto da Toshiaki Toyoda. Le tre pellicole non sono un adattamento dell'opera cartacea, ma sono ambientati prima degli eventi di quest'ultimo dato che il protagonista Harumichi Bōya è totalmente assente dalla vicende.
In Italia i primi due film sono stati pubblicati direttamente in home video il 27 febbraio 2013 ad opera di Dynit mentre il terzo è ancora inedito.